# Anolis caquetae
Anolis caquetae är en ödleart som beskrevs av  Williams 1974. Anolis caquetae ingår i släktet anolisar, och familjen Polychrotidae. IUCN kategoriserar arten globalt som otillräckligt studerad. Inga underarter finns listade i Catalogue of Life.